# Beaulieu-sur-Dordogne
Beaulieu-sur-Dordogne er en fransk kommune i Nouvelle-Aquitaineregionen. I 2011 havde den 1.223 indbyggere.